# سكي دبي
سكي دبي، هو منتجع تزلج داخلي تبلغ مساحته 22,500 متر مربع من منطقة التزلج الداخلية. تحافظ الحديقة على درجة حرارة -1 إلى 2 درجة مئوية على مدار العام. وهو جزء من مول الإمارات أحد أكبر مراكز التسوق في العالم، يقع في دبي، الإمارات العربية المتحدة. وقد تم تطويره من قبل مجموعة ماجد الفطيم التي تدير أيضاً مول الإمارات.
افتتح المنتجع الداخلي في نوفمبر 2005، ويتميز بوجود جبل داخلي يبلغ ارتفاعه 85 مترًا (أي ما يعادل مبنى مكون من 25 طابقًا) ويضم خمسة منحدرات متفاوتة الانحدار والصعوبة، بما في ذلك مسلك تزلج بطول 400 متر، وهو الأول من نوعه في العالم، بالإضافة إلى العديد من الميزات (الصناديق، والقضبان، والركلات) التي يتم تغييرها بشكل منتظم. يحمل المصعد الهوائي ومصعد السحب المتزلجين على الجليد إلى أعلى الجبل. يتم توفير معدات مثل الزلاجات والسترات مع التذكرة ويمكن للمرء شراء المعدات من المتاجر القريبة. وبجوار المنحدرات توجد منطقة لعب بمساحة 3000 متر مربع تضم زلاجات ومسارات للتزحلق ومنزلقة جليدية وأبراج تسلق وكرات ثلجية عملاقة وكهف جليدي. يضم سكي دبي أيضًا عددًا من طيور البطريق التي يتم السماح لها بالخروج من حظائرها عدة مرات في اليوم. يمكن حجز لقاءات البطريق، مما يسمح للجمهور بالتفاعل مباشرة مع طيور البطريق.
في عام 2007، حصل سكي دبي على جائزة ثيا للإنجاز المتميز [الإنجليزية] من قبل جمعية الترفيه الموضوعية. وفي العام 2022 فاز بلقب أفضل منتجع تزلج داخلي في العالم وذلك للعام السادس على التوالي بحسب تصنيف "جوائز التزلج العالمية".وذلك بعد أن استضاف"سكي دبي"، 12 حدثاً وطنياً ودولياً للرياضات الثلجية، بمشاركة نحو146 رياضياً من المتزلجين على الجليد، بما في ذلك 65 رياضياً محترفاً من 23 دولة. ومن بين 12 حدثاً، كان هناك 11 حدثاً على مستوى الاتحاد الدولي للتزلج FIS المصادق عليها من قبل الهيئة الإدارية العالمية لمسابقات التزلج والتزحلق على الجليد المؤهلة للأولمبياد. وذلك  بعدأن تمت  المصادقة على عضوية دولة الإمارات العربية المتحدة في الاتحاد الدولي للتزلج في المؤتمر الدولي للتزلج لنفس العام.
تم تصميم سكي دبي بواسطة شركة Acer Snowmec (جزء من مجموعة 360 ومصممي أكبر مركز تزلج داخلي في العالم، مركز Harbin Indoor للتزلج). توفر شركة Acer Snowmec أيضًا تقنية صنع الثلج الحاصلة على براءة اختراع للمركز. تم تصميم وإنتاج منطقة اللعب بالثلج بواسطة مجموعة ثينكويل [الإنجليزية].
- منحدر التزلج
- سكي دبي من الخارج
- منحدر سكي دبي من داخل مول الإمارات

## أنظر أيضًا
- قائمة مناطق الجذب السياحي في دبي
- السياحة في دبي

## وصلات خارجية
- الموقع الرسمي